# Кутараба
Кутараба (англ. Cootharaba) — озеро на сході Австралії у штаті Квінсленд. Розмір озера становить 10х5 км. Середня глибина - 1,5 м. З півночі в озеро впадає річка Нуса і витікає з південної частини. На сході від Тихого океану водойму відділяє смуга суші завширшки 1,5 км. На західному узбережжі розташоване селище Борин-Пойнт з населенням 250 осіб. Північне узбережжя займає болотиста місцевість. На південь від озера знаходиться національний парк Грейт-Сенді.